# Lakarobius alboniger
Genre
Espèce
Lakarobius alboniger, unique représentant du genre Lakarobius, est une espèce d'araignées aranéomorphes de la famille des Salticidae.

## Distribution
Cette espèce est endémique de Viti Levu aux Fidji,.

## Description
Les mâles mesurent de 2,9 à 3,3 mm et les femelles de 3,1 à 3,4 mm.

## Publication originale
- Berry, Beatty & Prószyński, 1998 : Salticidae of the Pacific Islands. III. Distribution of Seven Genera, with Description of Nineteen New Species and Two New Genera. Journal of Arachnology, vol. 26, no 2, p. 149-189 (texte intégral).